# SPAD A.2
A SPAD A.2  kétfedelű francia felderítő repülőgép volt az első világháború elején. 1915-ben jelent meg a nyugati és keleti fronton Franciaország és Oroszország egységeinél.

## Története
A SPAD A.2 a SPAD A.1 továbbfejlesztett verziója volt, ami 1915. május 21-én szállt fel először és ezután került sorozatgyártásra. Összesen 99 darabot készítettek belőle, amiből 42-t Franciaországnak, 52-t pedig Oroszországnak adtak el. Repülési tulajdonságai kiábrándítóak voltak és a pilóták sem szerették, azonban annak ellenére, hogy nem volt sikeres gép, maga a konstrukció fontos tapasztalatszerzési lehetőség volt Béchereau és csapata számára, és a konstrukció néhány elemét később a SPAD 5, illetve a SPAD S.VII és SPAD S.XIII tervezésekor is alkalmazták.
Néhány orosz modellen a kerekeket sítalpakra cserélték le, hogy télen is használhassák a gépeket.

## Hadrendbe állító országok
Franciaország
 Orosz Birodalom

## Lásd még
- SPAD S.VII
- SPAD S.XIII

## Külső hivatkozások
- aviafrance.com. (Hozzáférés: 2007. október 1.)
- SPAD A.2 a The Aerodrome oldalán